# Franco Juri
Franco Juri (Capodistria, 24 ottobre 1956) è un geografo, politico e diplomatico sloveno, membro della comunità degli italiani di Slovenia.

## Biografia
Nato da una famiglia croato-italiana, nel 1971 si iscrive al liceo italiano di Capodistria. Durante gli anni del liceo collabora collabora con Radio Capodistria. Nel 1975 si iscrive alla Facoltà di Filosofia di Lubiana, dove studia geografia e italiano. Collabora con il geografo Dusan Plut, inoltre completa anche uno studio sull'energia nucleare. Gli estratti del seminario saranno pubblicati nel 1980. Nel 1978, ha assunto la guida del Centro culturale della gioventù di Capodistria e nello stesso anno è coinvolto in alcuni incidenti con la polizia jugoslava. 
Nel 1982 svolge la leva militare a Sebenico nella Marina iugoslava poi, nel 1985, entra nell'Unione delle Gioventù Socialista di Slovenia (ZSMS) a Capodistria, con cui manifesta contro la costruzione delle centrali termiche di Mljeka e Fianona.
Nel 1987 è diventato assistente alla cattedra di Lingua  e letteratura italiana presso la Facoltà di Lettere dell'Università di Lubiana e nel 1988 è entrato nel Partito Radicale Italiano. Ha fondato la sezione capodistriana del Gruppo 88 per la democratizzazione della Jugoslavia e poco dopo è diventato parte dell'Unione Democratica Slovena.
Nel 1990 ha manifestato al Cankarjev dom di Lubiana in seguito ai primi scontri in Kosovo. 
Ha fatto parte della prima Assemblea nazionale democraticamente eletta della Repubblica di Slovenia e nel 1993 è stato nominato ambasciatore in Spagna e a Cuba, carica che ricoprì fino al 1997. Un anno dopo divenne Segretario di Stato della Repubblica di Slovenia, ricoprendo la carica fino al 2000, quando entrò in polemica con l'ex ambasciatore negli Stati Uniti e neo ministro degli esteri Dimitrij Rupel sulla questione dell'adesione della Slovenia alla NATO.
Dal 2004 al 2013 è stato corrispondente per l'Osservatorio Balcani e Caucaso Transeuropa.
Dal 2008 al 2011 è stato deputato per il partito socialdemocratico Zares, di cui è diventato anche vicepresidente. 
Nel 2013 è stato nominato direttore del Museo del mare di Pirano, carica che ricopre tuttora.